# 尼古拉斯·哈耶克
尼古拉斯·格奧爾格·哈耶克（德語：Nicolas George Hayek，1928年2月19日—2010年6月28日），黎巴嫩裔瑞士人，為鐘錶集團斯沃琪集團（Swatch Group）創辦人及集團董事會主席，被認為是「Swatch之父」。

## 生平
他父親來自黎巴嫩，是一名牙醫，曾至美國芝加哥羅耀拉大學（Loyola University Chicago）留學，擁有美國籍；母親也是黎巴嫰人，他的父母都來自黎巴嫩中信奉希臘正教的家庭。1928年，他在貝魯特出生，是家中次子，有一個長姐，以及弟弟。
1950年，他在貝魯特認識一個年輕的瑞士交換學生，瑪麗安·梅茨格（Marianne Mezger），她是實業家愛德華·梅茨格（Eduard Mezger）的女兒。兩人在1951年結婚後，移居瑞士。
他在法國里昂大學主修數學、物理與化學。
1960年代成立「哈耶克工程」（Hayek Engineering）顧問公司，專替歐洲企業處理危機與研發產品。
1970年代，日本精工錶進入美國及歐洲市場，以低廉價格搶市，瑞士鐘錶業市佔率急劇下降。1979年，哈耶克接受當時瑞士最大製錶集團ASUAG委託，於1983年推出只賣約台幣1000元的Swatch塑膠石英錶，成功拯救瑞士鐘錶業。
1985年時，瀕臨破產的Asuag與SSIH公司重組為斯沃琪集團，由哈耶克取得經營權，後來成為瑞士最賺錢，也是目前全球最大的鐘錶集團。
2010年6月28日哈耶克在辦公室工作時突然心臟衰竭猝死，享年82歲。

## 榮譽
- 義大利Bologna大學文化遺產系榮譽博士
- 瑞士Neuchatel大學法律與經濟學榮譽博士

## 外部連結
- swatch公司訃聞 （页面存档备份，存于）